# Tegella
Tegella is een mosdiertjesgeslacht uit de familie van de Calloporidae en de orde Cheilostomatida. De wetenschappelijke naam ervan werd in 1909 voor het eerst geldig gepubliceerd door Levinsen.

## Soorten
- Tegella amissavicularis (Kluge, 1952)
- Tegella anguloavicularis Kluge, 1952
- Tegella aquilirostris (O'Donoghue & O'Donoghue, 1923)
- Tegella arctica (d'Orbigny, 1853)
- Tegella armifera (Hincks, 1880)
- Tegella armiferoides Kluge, 1955
- Tegella cassidata (O'Donoghue & O'Donoghue, 1923)
- Tegella circumclathrata (Hincks, 1881)
- Tegella crenulata (Okada, 1929)
- Tegella horrida (Hincks, 1880)
- Tegella incrustata Silén, 1941
- Tegella inermis Kluge, 1952
- Tegella japonica (Canu & Bassler, 1929)
- Tegella kildinensis Kluge, 1955
- Tegella lamellatoides Liu & Wass, 2000?
- Tegella larusiensis Soule, Soule & Chaney, 1995
- Tegella magnipora Osburn, 1950
- Tegella norvegica Nordgaard, 1918
- Tegella retroversa Kluge, 1952
- Tegella unicornis (Fleming, 1828)

Niet geaccepteerde soort:
- Tegella robertsonae O'Donoghue & O'Donoghue, 1926 → Tegella aquilirostris (O'Donoghue & O'Donoghue, 1923)
- Tegella robertsoni O'Donoghue & O'Donoghue, 1926 → Tegella aquilirostris (O'Donoghue & O'Donoghue, 1923)
- Tegella spitzbergensis (Bidenkap, 1897 → Bidenkapia spitzbergensis (Bidenkap, 1897)
- Tegella nigrans Hincks, 1882 → Septentriopora nigrans (Hincks, 1882)